# 부르트니에키시

시 문장

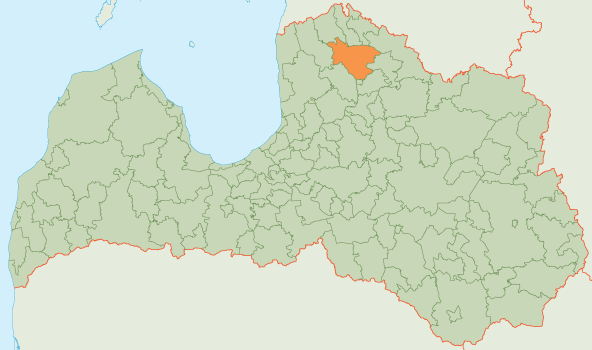
부르트니에키 시의 위치

부르트니에키시(라트비아어: Burtnieku novads)는 라트비아의 지방 자치체로 행정 중심지는 마티시이며 면적은 710.1km2, 인구는 8,657명(2009년 기준), 인구 밀도는 12명/km2이다. 6개 교구를 관할한다.